# Marchamalo
Marchamalo és un municipi d'Espanya pertanyent a la província de Guadalajara, a la comunitat autònoma de Castella-la Manxa. Es va constituir com a municipi el 1999, independitzant-se del municipi de Guadalajara.

## Demografia
| Evolució demogràfica en Marchamalo 1842-2007 | Evolució demogràfica en Marchamalo 1842-2007 | Evolució demogràfica en Marchamalo 1842-2007 | Evolució demogràfica en Marchamalo 1842-2007 | Evolució demogràfica en Marchamalo 1842-2007 | Evolució demogràfica en Marchamalo 1842-2007 | Evolució demogràfica en Marchamalo 1842-2007 | Evolució demogràfica en Marchamalo 1842-2007 | Evolució demogràfica en Marchamalo 1842-2007 | Evolució demogràfica en Marchamalo 1842-2007 | Evolució demogràfica en Marchamalo 1842-2007 | Evolució demogràfica en Marchamalo 1842-2007 | Evolució demogràfica en Marchamalo 1842-2007 | Evolució demogràfica en Marchamalo 1842-2007 | Evolució demogràfica en Marchamalo 1842-2007 | Evolució demogràfica en Marchamalo 1842-2007 | Evolució demogràfica en Marchamalo 1842-2007 | Evolució demogràfica en Marchamalo 1842-2007 | Evolució demogràfica en Marchamalo 1842-2007 | Evolució demogràfica en Marchamalo 1842-2007 |
| 1842                                         | 1877                                         | 1887                                         | 1897                                         | 1900                                         | 1910                                         | 1920                                         | 1930                                         | 1940                                         | 1950                                         | 1960                                         | 1970                                         | 2000                                         | 2001                                         | 2002                                         | 2003                                         | 2004                                         | 2005                                         | 2006                                         | 2007                                         |
| -------------------------------------------- | -------------------------------------------- | -------------------------------------------- | -------------------------------------------- | -------------------------------------------- | -------------------------------------------- | -------------------------------------------- | -------------------------------------------- | -------------------------------------------- | -------------------------------------------- | -------------------------------------------- | -------------------------------------------- | -------------------------------------------- | -------------------------------------------- | -------------------------------------------- | -------------------------------------------- | -------------------------------------------- | -------------------------------------------- | -------------------------------------------- | -------------------------------------------- |
| 1080                                         | 1101                                         | 1149                                         | 1192                                         | 1232                                         | 1324                                         | 1360                                         | 1493                                         | 1644                                         | 1746                                         | 1913                                         | 2607                                         | 4299                                         | 4303                                         | 4337                                         | 4363                                         | 4548                                         | 4700                                         | 4790                                         | 5047                                         |